# 长叶沙参
长叶沙参（学名：Adenophora bockiana）为桔梗科沙参属的植物，是中国的特有植物。分布在中国大陆的四川等地，生长于海拔3,000米至3,300米的地区，多生长在阳山坡草地中，目前尚未由人工引种栽培。